# Paučina
Paučina (cyr. Паучина) – wieś w Czarnogórze, w gminie Rožaje. W 2011 roku liczyła 236 mieszkańców.